# Distrikt Cayaltí
Der Distrikt Cayaltí liegt in der Provinz Chiclayo in der Region Lambayeque im Nordwesten von Peru. 

## Geographie

### Lage
Der Distrikt erstreckt sich über eine Fläche von 164 km² und liegt im zentralen Süden der Provinz Chiclayo. Der Río Zaña durchquert den Distrikt in westlicher Richtung. Es wird bewässerte Landwirtschaft betrieben. Der Distrikt Cayaltí grenzt im Südwesten und im Nordwesten an den Distrikt Saña, im Norden an den Distrikt Pucalá, im Nordosten an den Distrikt Oyotún, im Südosten an den Distrikt Nueva Arica sowie im Süden an den Distrikt Pacanga (Provinz Chepén).

### Einwohnerzahl
Beim Zensus 2017 hatte der Distrikt 15.354 Einwohner, zehn Jahre zuvor lag die Einwohnerzahl bei 16.557.

### Ortschaften im Distrikt
- Cayaltí ist Sitz der Distriktverwaltung und hat 12.688 Einwohner (Stand 2017). Es liegt 78 m hoch und knapp 35 km südöstlich der Regions- und Provinzhauptstadt Chiclayo.
- Cojal (394 Einwohner)
- La Aviacion - Santa Sofia (781 Einwohner)
- La Curva (222 Einwohner)

## Geschichte
Der Distrikt wurde am 29. Januar 1998 aus Teilen des Distrikts Saña gebildet.
Von etwa 1903 bis 1979 hatte Cayaltí mit der Bahnstrecke Eten–Cayaltí Anschluss an den Hafen von Eten am Pazifik.